# Meijendel
Meijendel is een uitgestrekt waterrijk duin- en natuurgebied ten westen van zuidelijk Wassenaar en ten noorden van Den Haag (Scheveningen). Het is tevens waterwingebied en wordt beheerd door waterbedrijf Dunea. Meijendel maakt met Berkheide deel uit van het Natura-2000-gebied Meijendel & Berkheide en het toekomstige Nationaal Park Hollandse Duinen.

## Beschrijving
Meijendel heeft een omvang van ca 2000 ha en vormt met het naastgelegen Hollands Duin het grootste aaneengesloten duingebied van Zuid-Holland. Meijendel was oorspronkelijk de naam van een een del (duinvallei) die zijn naam ontleende aan de daar talrijke meidoorns; later werd de naam gebruikt voor een veel ruimer gebied. Achter de met helmgras begroeide zeereep, kunnen verschillende duinzones worden onderscheiden. Direct achter de westelijke eerste duinstrook is een zone met paraboolduinen en duinvalleien met struwelen, vochtige graslanden en moeras. De zone daarna is rijk aan struwelen en bosschages en draagt nog sporen van vroeger landbouwgebruik. De meest oostelijke duinzone bestaat uit hoge, relatief kalkarme duinen. Meijendel is een overwegend open gebied met veel struwelen en verspreid aangeplant bos van den of populier. De meeste infiltratieplassen voor de waterwinning liggen in een lage zone achter de westelijke duinstrook. In het zuiden van Meijendel staat de  monumentale watertoren van Scheveningen. In het gebied liggen verder verscheidene bunkers uit de Tweede Wereldoorlog.

## Flora en fauna
In het gebied komen verschillende bijzondere planten- en diersoorten voor. Opvallende plantensoorten zijn kruisbladgentiaan, nachtsilene, bitterkruidbremraap en bleek schildzaad. Mossen zijn onder meer etagemos, geplooid sikkelmos en rozetmos. Enkele hier voorkomende korstmossoorten zijn saucijsbaardmos, duindaalder en eikenmos. Plaatselijk dominant zijn kruipwilg en eikvaren, terwijl in de voormalige landbouwgebieden duindoorn en meidoorn veel voorkomen, naast wilde liguster en hondsroos. Te noemen diersoorten zijn de nauwe korfslak, geoorde fuut, blauwborst, roerdomp en woudaap. In de bunkers overwinteren vleermuizen, zoals de meervleermuis, die jaagt boven de vennetjes.

## Gebruik en beheer

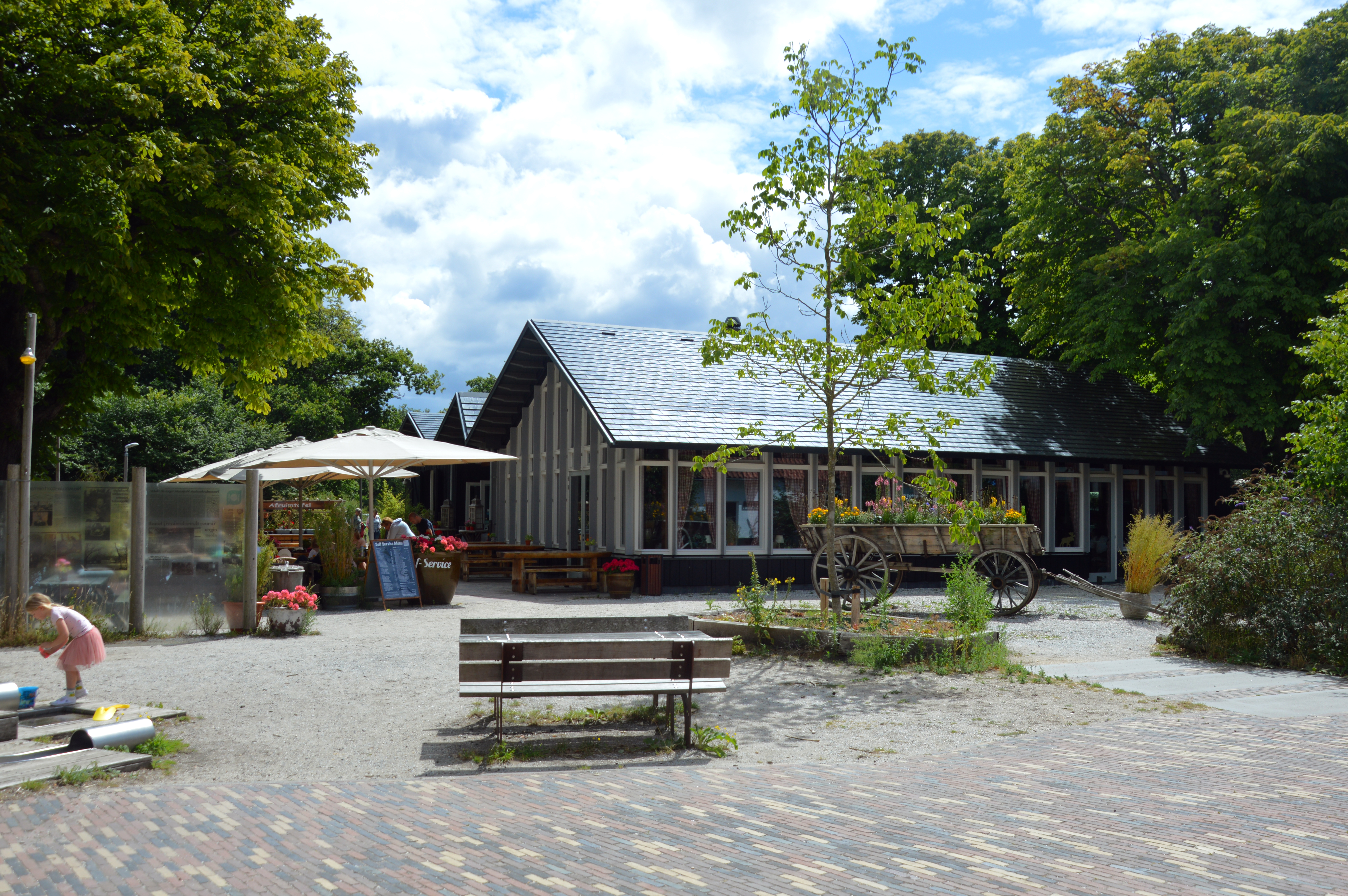
Pannenkoekenhuis Meijendel

Er lopen veel wandel- en fietspaden door het gebied. Centraal ligt boerderij Meijendel met een pannenkoekenhuis en bezoekerscentrum De Tapuit.
Ten behoeve van de waterwinning en natuurontwikkeling zijn bepaalde delen van Meijendel afgesloten voor het publiek. 
In Meijendel is de oudste vogelwerkgroep van Nederland actief. De 'Vogelwerkgroep Meijendel' inventariseert sinds 1958 de ontwikkeling van de (broed)vogelstand. Het is daarmee wereldwijd de langstlopende ononderbroken systematische inventarisatiereeks van (broed)vogels in een bepaald gebied. In 1984 sloot de werkgroep zich aan bij SOVON Vogelonderzoek Nederland en hanteert sinds die tijd de landelijk gestandaardiseerde BMP-telmethode.

## Oorlogsmonument
In het zuiden van Meijendel ligt de Waalsdorpervlakte waar in de Tweede Wereldoorlog tussen de 250 en 280 Nederlanders door de Duitse bezetters zijn geëxecuteerd. Tijdens Dodenherdenking wordt er een stille tocht gelopen naar het monument dat is opgericht ter herdenking van de oorlogsslachtoffers. Het bestaat uit een steen met daarachter vier bronzen kruisen; op de achtergrond staat een klokkenstoel.

## Afbeeldingen

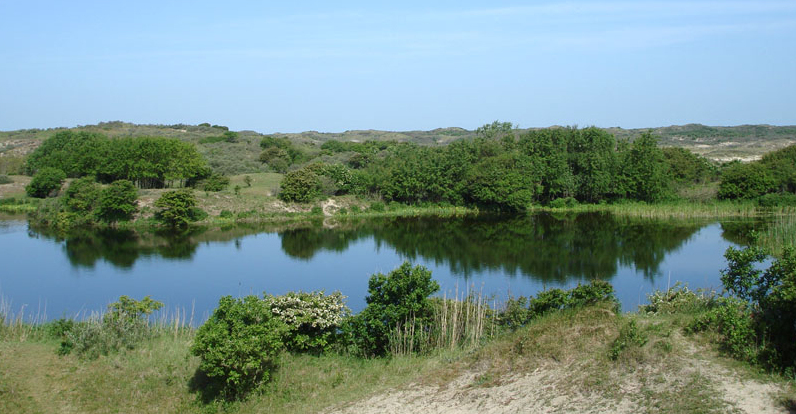
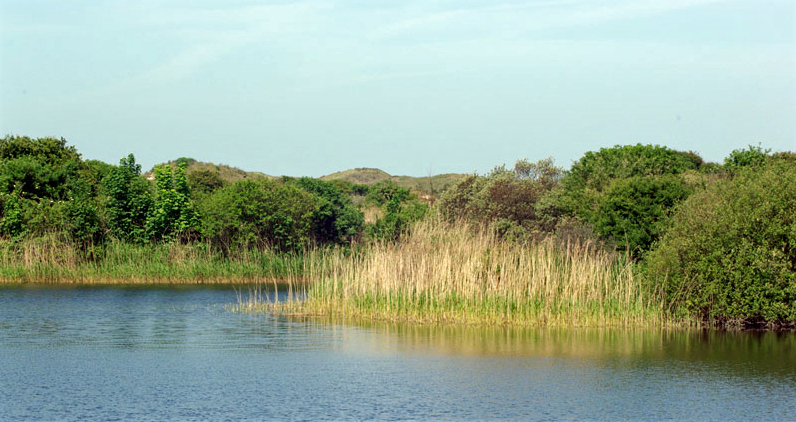
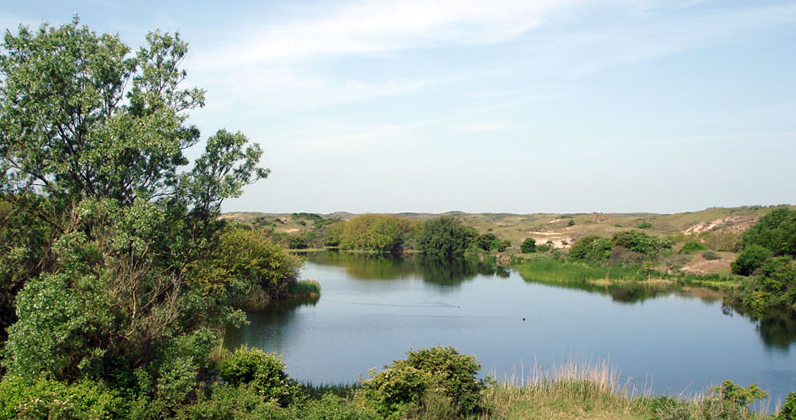
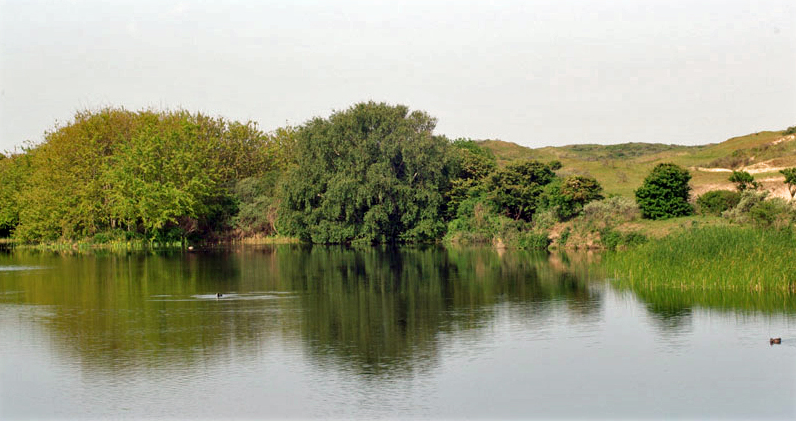

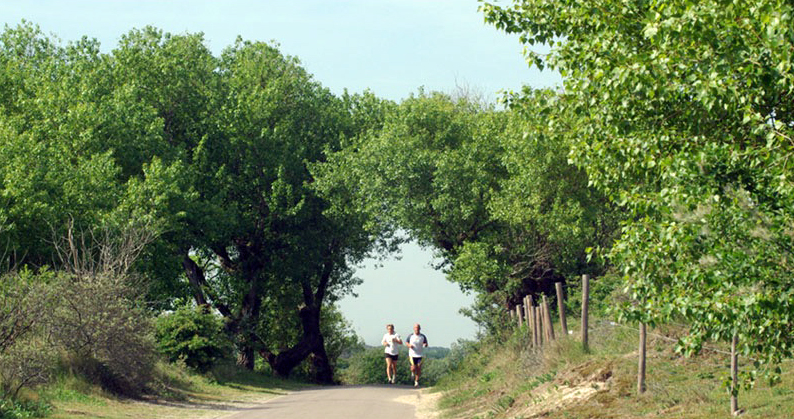
Meijendel in de zomer
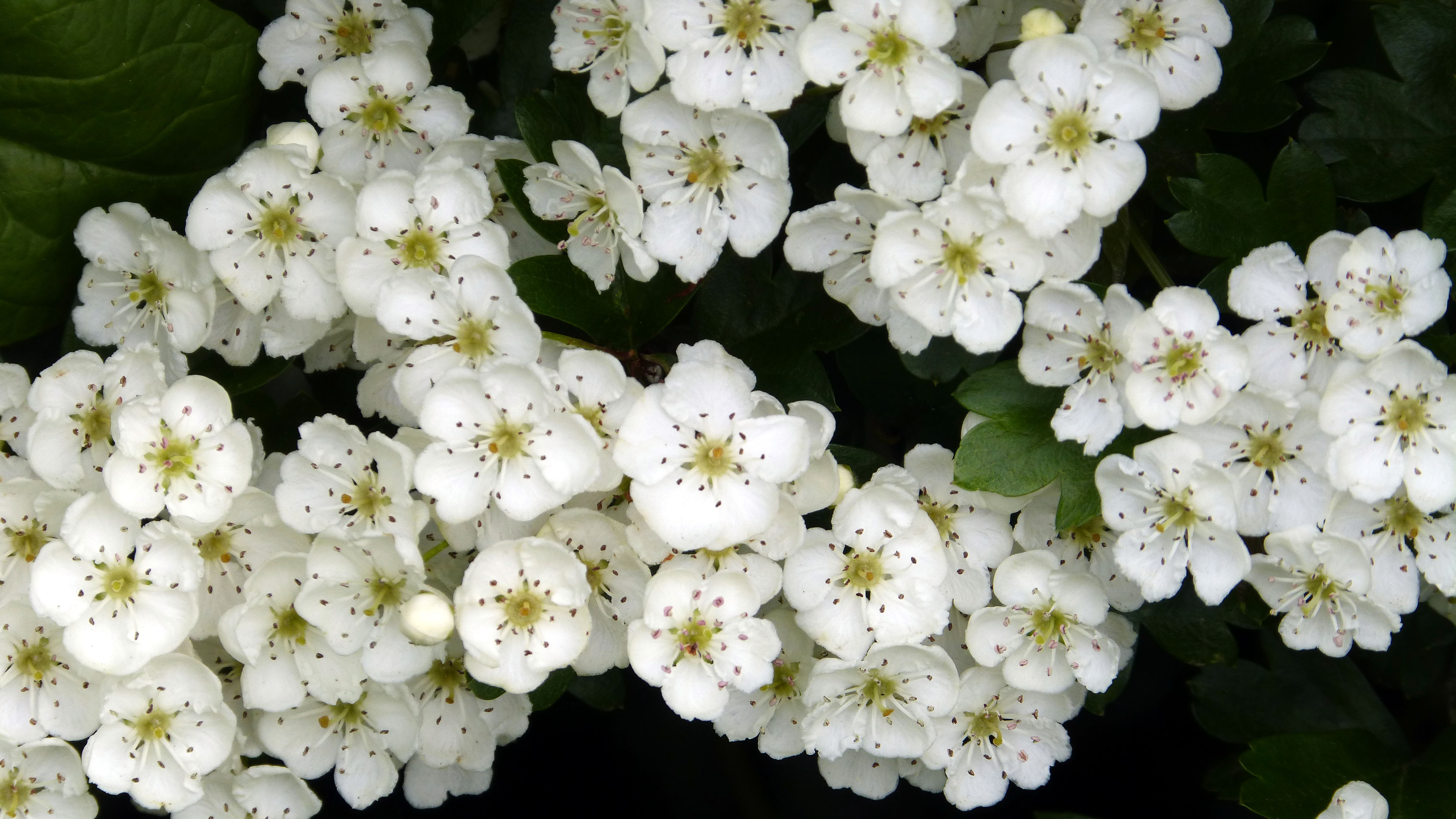
Meidoorn
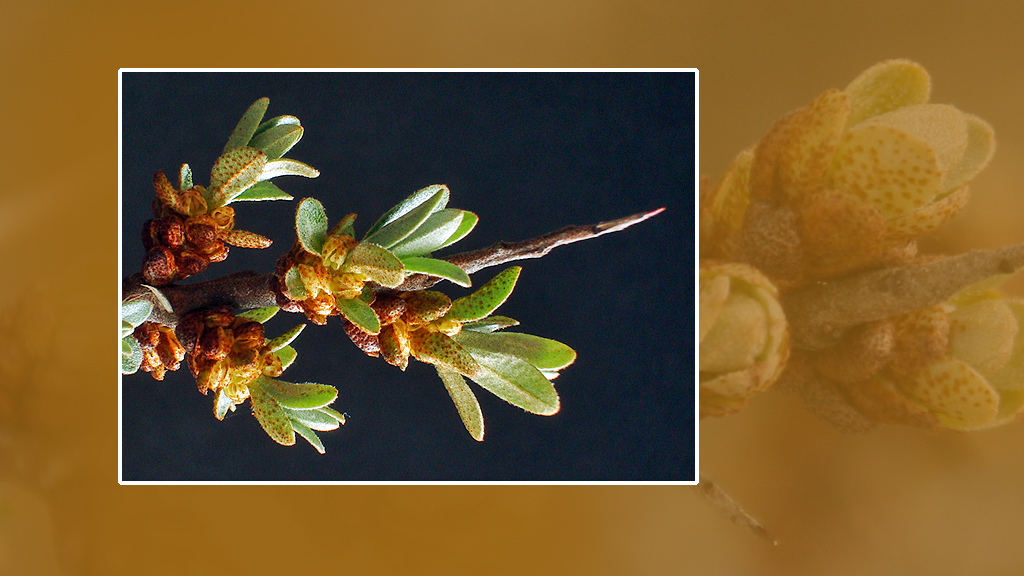
Duindoorn
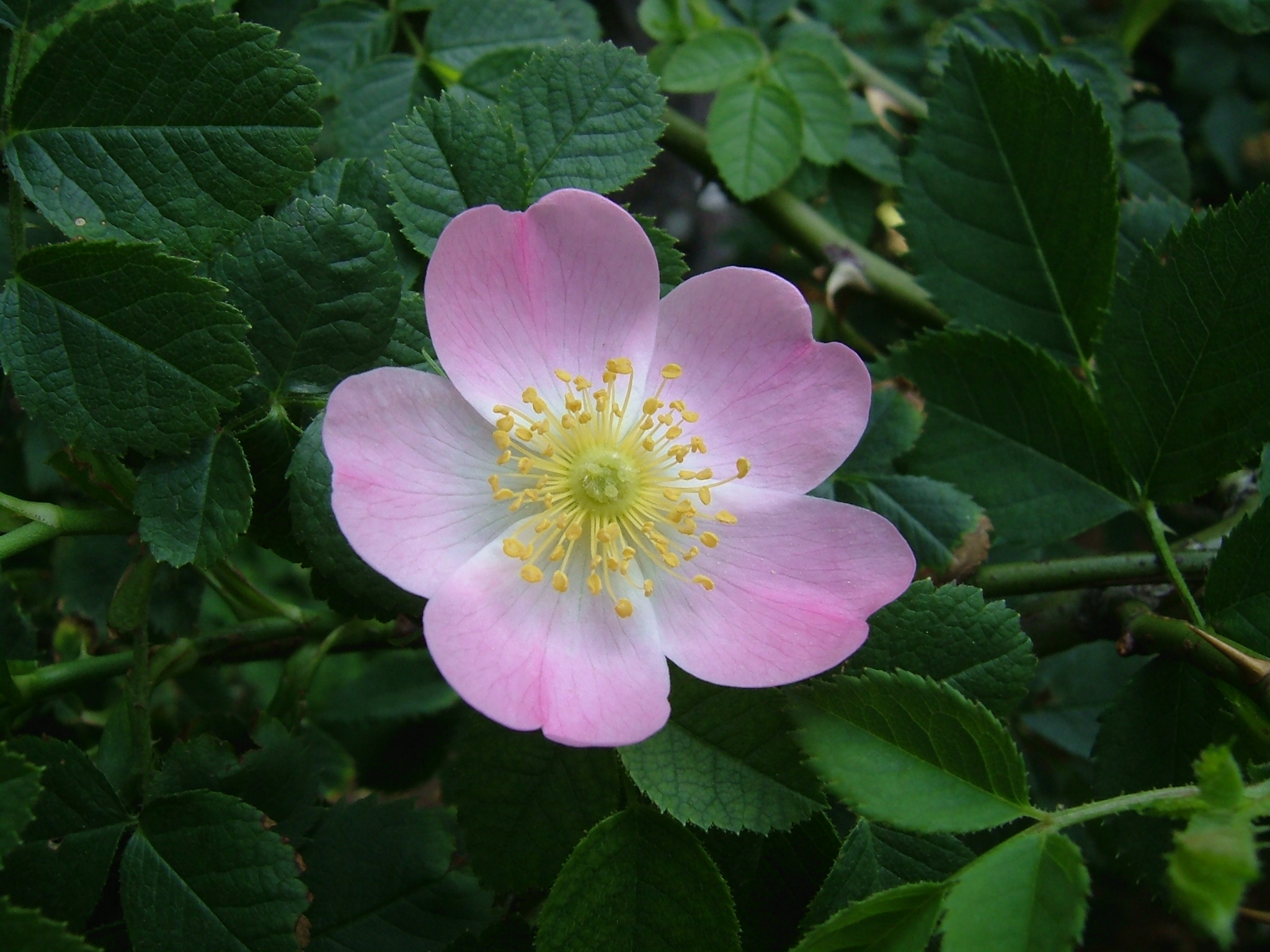
Hondsroos